# Xăng mã
Xăng mã hay còn gọi trúc tiết, xăng mã chẻ (danh pháp khoa học: Carallia brachiata) là một loài thực vật có hoa trong họ Rhizophoraceae. Loài này được (Lour.) Merr. mô tả khoa học đầu tiên năm 1919.

## Hình ảnh

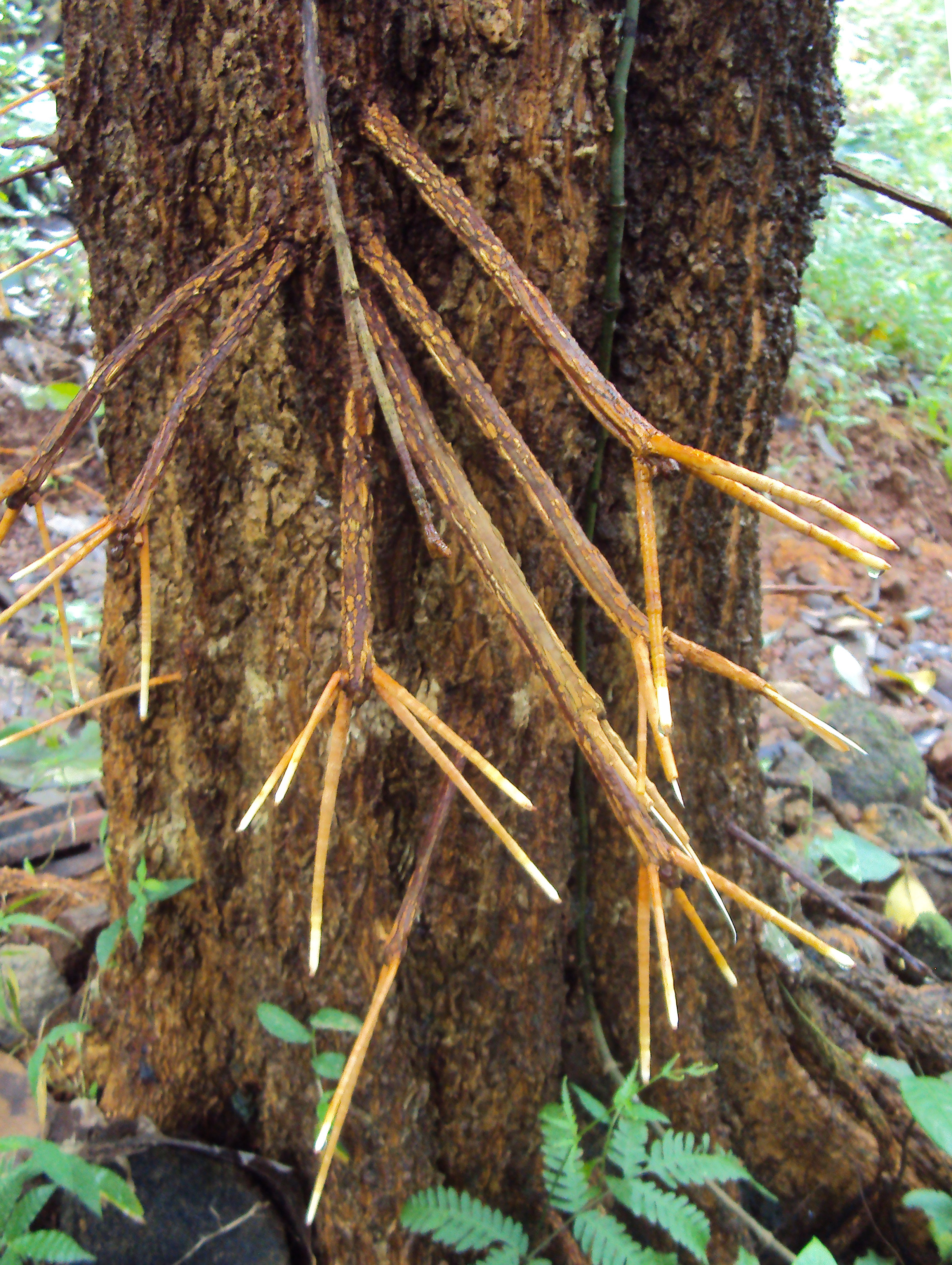
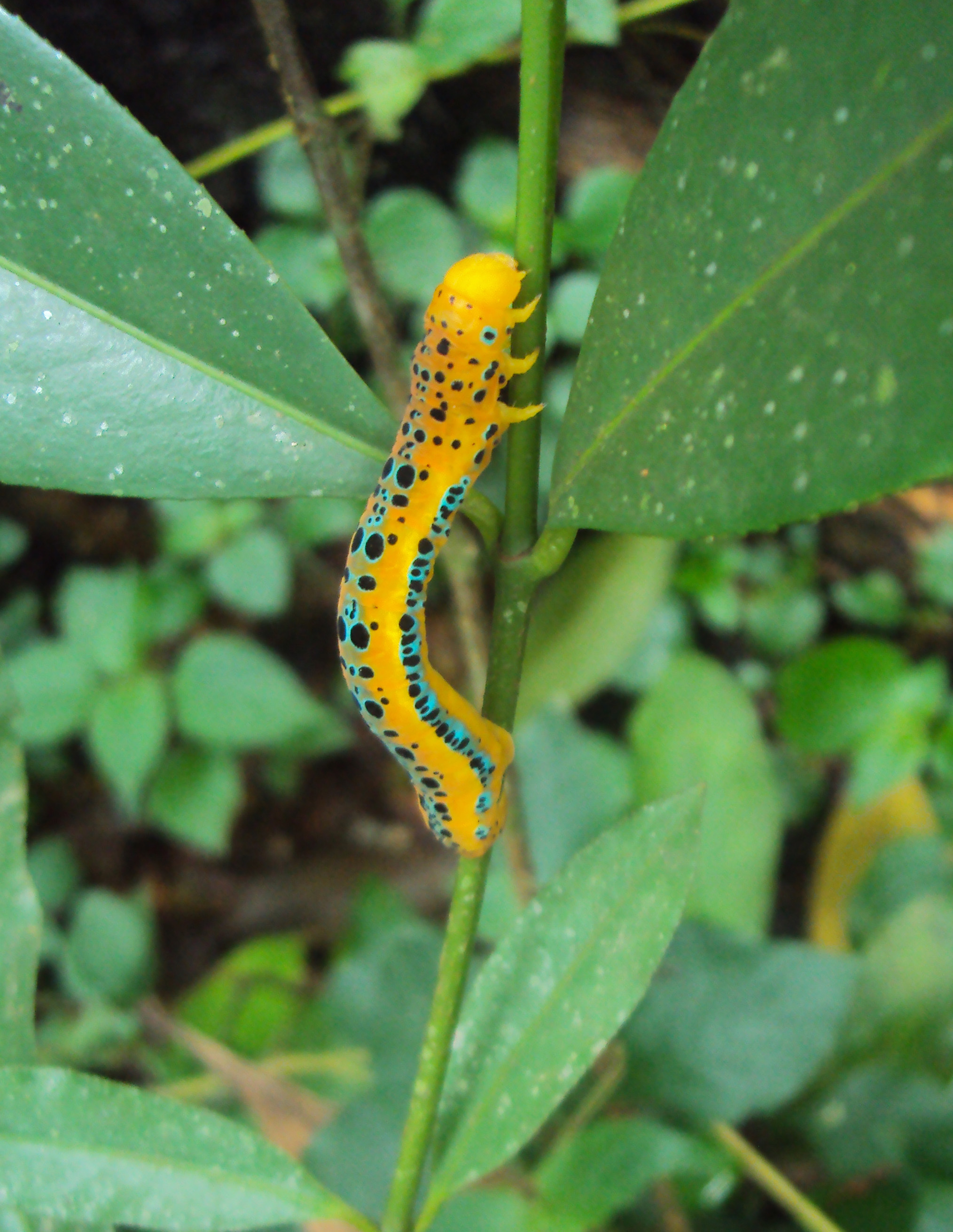
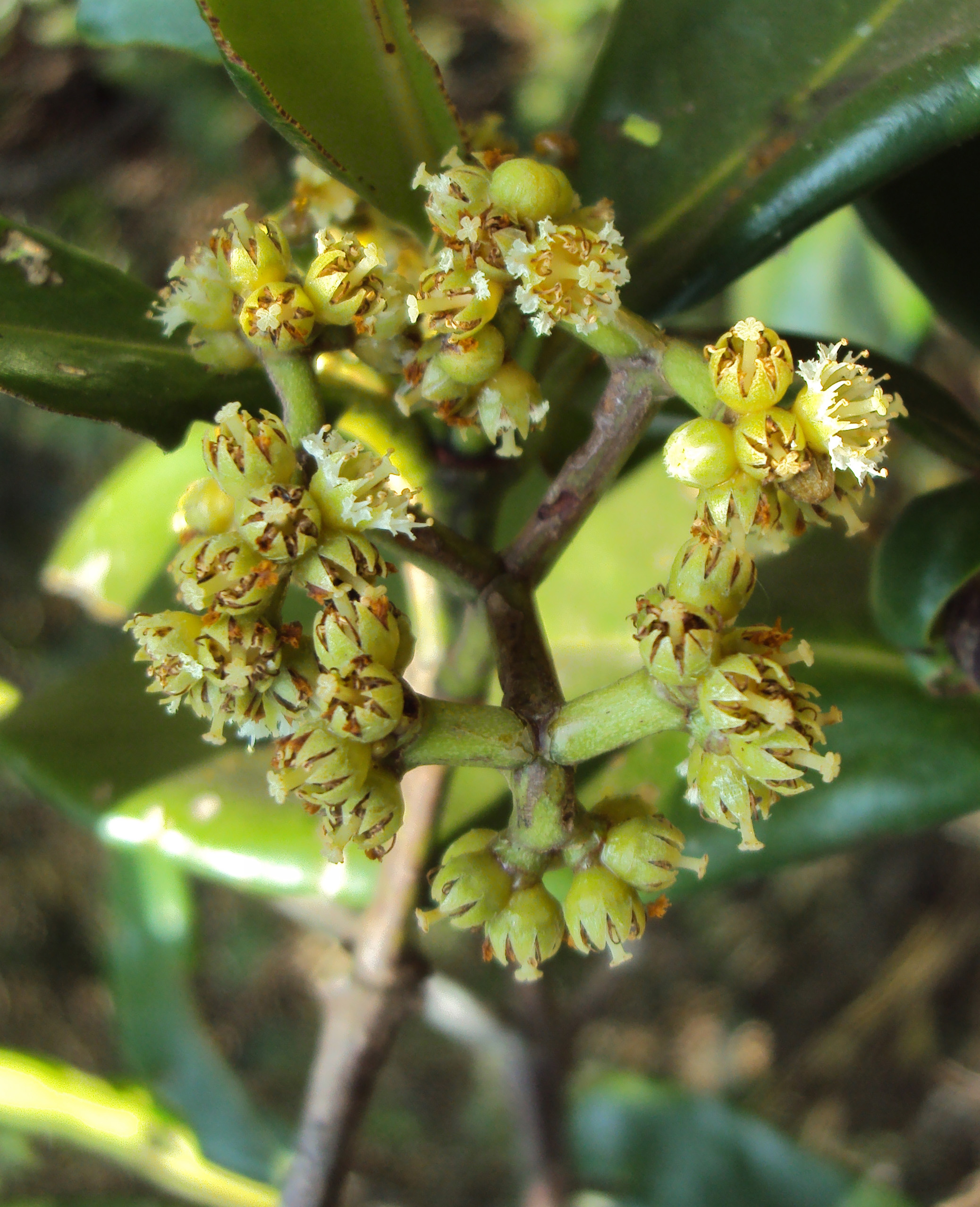
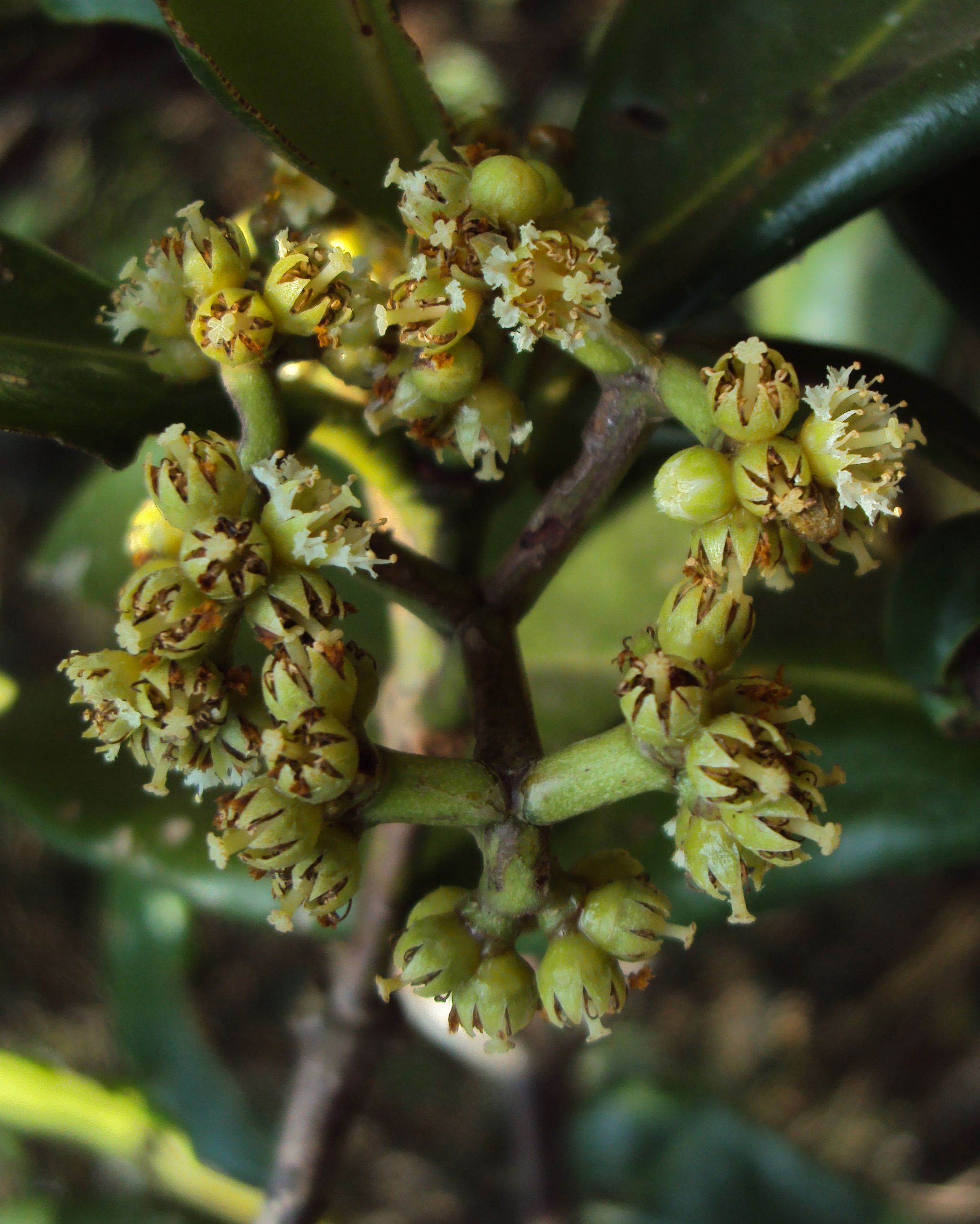